# Olympische Sommerspiele 2012/Kanu – Einer-Kajak Slalom (Männer)
Der Kanuslalomwettbewerb im Einer-Kajak Slalom der Männer bei den Olympischen Spielen 2012 in London wurde am 29. Juli und 1. August 2012 im Lee Valley White Water Centre ausgetragen. 22 Athleten nahmen teil.
Zunächst wurde ein Vorlauf ausgetragen, bei dem alle Kanuten zwei Versuche hatten und der schnellere der beiden Durchgänge gewertet wurde. Die Athleten auf den Positionen 1–15 rückten ins Halbfinale vor, die übrigen Teilnehmer schieden aus. Im Halbfinale wurde nur ein Lauf ausgetragen, die besten Zehn rückten ins Finale vor. Auch im Finale wurde der Olympiasieger in nur einem Lauf ermittelt.

## Titelträger
| Olympiasieger | Alexander Grimm | Peking 2008     |
| Weltmeister   | Peter Kauzer    | Bratislava 2011 |

## Zeitplan
- Vorlauf: 29. Juli 2012, 14:31 Uhr (Ortszeit)
- Halbfinale: 1. August 2012, 13:30 Uhr (Ortszeit)
- Finale: 1. August 2012, 15:15 Uhr (Ortszeit)

## Vorlauf
Anmerkung: Die Strafe, also die Strafsekunden, sind bereits in der Zeit mit einberechnet.
| Platz | Kanute                  | Nation                 | Lauf 1   | Lauf 1 | Lauf 1 | Lauf 2   | Lauf 2 | Lauf 2 | Gesamt    |
| Platz | Kanute                  | Nation                 | Zeit     | Strafe | Rang   | Zeit     | Strafe | Rang   | Defizit   |
| ----- | ----------------------- | ---------------------- | -------- | ------ | ------ | -------- | ------ | ------ | --------- |
| 1     | Hannes Aigner           | Deutschland            | 92,56 s  | 2      | 11     | 83,49 s  | 0      | 1      |           |
| 2     | Samuel Hernanz          | Spanien                | 87,07 s  | 0      | 1      | 91,25 s  | 2      | 12     | + 3,58 s  |
| 3     | Vavřinec Hradilek       | Tschechien             | 87,44 s  | 0      | 2      | 87,66 s  | 0      | 2      | + 3,95 s  |
| 4     | Mathieu Doby            | Belgien                | 92,74 s  | 2      | 12     | 87,92 s  | 0      | 3      | + 4,43 s  |
| 5     | Peter Kauzer            | Slowenien              | 90,98 s  | 2      | 9      | 88,10 s  | 0      | 4      | + 4,61 s  |
| 6     | Michael Kurt            | Schweiz                | 88,14 s  | 0      | 3      | 88,48 s  | 4      | 5      | + 4,65 s  |
| 7     | Mateusz Polaczyk        | Polen                  | 88,51 s  | 2      | 4      | 88,60 s  | 2      | 7      | + 5,02 s  |
| 8     | Mike Dawson             | Neuseeland             | 90,90 s  | 4      | 8      | 88,58 s  | 0      | 6      | + 5,09 s  |
| 9     | Daniele Molmenti        | Italien                | 91,40 s  | 2      | 10     | 88,68 s  | 2      | 8      | + 5,19 s  |
| 10    | Helmut Oblinger         | Österreich             | 88,81 s  | 0      | 5      | 92,66 s  | 2      | 14     | + 5,32 s  |
| 11    | Richard Hounslow        | Vereinigtes Königreich | 94,40 s  | 4      | 14     | 89,12 s  | 0      | 9      | + 5,63 s  |
| 12    | Eoin Rheinisch          | Irland                 | 89,97 s  | 0      | 6      | 90,72 s  | 0      | 11     | + 6,48 s  |
| 13    | Étienne Daille          | Frankreich             | 90,12 s  | 0      | 7      | 241,73 s | 152    | 22     | + 6,63 s  |
| 14    | Benjamin Boukpeti       | Togo                   | 95,28 s  | 4      | 17     | 90,52 s  | 0      | 10     | + 7,03 s  |
| 15    | Kazuki Yazawa           | Japan                  | 96,66 s  | 2      | 18     | 92,57 s  | 0      | 13     | + 9,08 s  |
| 16    | Scott Parsons           | Vereinigte Staaten     | 94,16 s  | 2      | 13     | 141,72 s | 52     | 19     | + 10,67 s |
| 17    | Huang Cunguang          | Volksrepublik China    | 94,40 s  | 0      | 14     | 94,54 s  | 4      | 15     | + 10,91 s |
| 18    | Warwick Draper          | Australien             | 95,20 s  | 2      | 16     | 95,08 s  | 2      | 16     | + 11,59 s |
| 19    | Hermann Ludwig Husslein | Thailand               | 100,67 s | 4      | 19     | 95,11 s  | 4      | 17     | + 11,62 s |
| 20    | Michael Tayler          | Kanada                 | 155,89 s | 54     | 21     | 97,64 s  | 2      | 18     | + 14,15 s |
| 21    | Johnathan Akinyemi      | Nigeria                | 104,70 s | 8      | 20     | 146,95 s | 52     | 21     | + 21,21 s |
| 22    | Dinko Mulić             | Kroatien               | 293,58 s | 202    | 22     | 143,28 s | 52     | 20     | + 59,79 s |

## Halbfinale
Anmerkung: Die Strafe, also die Strafsekunden, sind bereits in der Zeit mit einberechnet.
| Platz | Kanuten           | Nation                 | Zeit     | Strafe | Defizit    |
| ----- | ----------------- | ---------------------- | -------- | ------ | ---------- |
| 1     | Peter Kauzer      | Slowenien              | 96,02 s  | 2      |            |
| 2     | Mateusz Polaczyk  | Polen                  | 96,36 s  | 0      | + 0,34 s   |
| 3     | Daniele Molmenti  | Italien                | 96,37 s  | 0      | + 0,35 s   |
| 4     | Samuel Hernanz    | Spanien                | 97,18 s  | 0      | + 1,16 s   |
| 5     | Hannes Aigner     | Deutschland            | 97,60 s  | 2      | + 1,58 s   |
| 6     | Benjamin Boukpeti | Togo                   | 98,13 s  | 0      | + 2,11 s   |
| 7     | Helmut Oblinger   | Österreich             | 98,99 s  | 0      | + 2,97 s   |
| 8     | Vavřinec Hradilek | Tschechien             | 99,58 s  | 2      | + 3,56 s   |
| 9     | Kazuki Yazawa     | Japan                  | 99,99 s  | 0      | + 3,97 s   |
| 10    | Étienne Daille    | Frankreich             | 100,55 s | 0      | + 4,53 s   |
| 11    | Mathieu Doby      | Belgien                | 102,58 s | 2      | + 6,56 s   |
| 12    | Richard Hounslow  | Vereinigtes Königreich | 104,30 s | 2      | + 8,28 s   |
| 13    | Michael Kurt      | Schweiz                | 147,35 s | 50     | + 51,33 s  |
| 14    | Eoin Rheinisch    | Irland                 | 153,98 s | 50     | + 57,96 s  |
| 15    | Mike Dawson       | Neuseeland             | 207,63 s | 100    | + 111,61 s |

## Finale
Anmerkung: Die Strafe, also die Strafsekunden, sind bereits in der Zeit mit einberechnet.
| Platz | Kanuten           | Nation      | Zeit     | Strafe | Defizit   |
| ----- | ----------------- | ----------- | -------- | ------ | --------- |
| 1     | Daniele Molmenti  | Italien     | 93,43 s  | 0      |           |
| 2     | Vavřinec Hradilek | Tschechien  | 94,78 s  | 0      | + 1,35 s  |
| 3     | Hannes Aigner     | Deutschland | 94,92 s  | 0      | + 1,49 s  |
| 4     | Mateusz Polaczyk  | Polen       | 96,14 s  | 0      | + 2,71 s  |
| 5     | Samuel Hernanz    | Spanien     | 96,95 s  | 0      | + 3,52 s  |
| 6     | Peter Kauzer      | Slowenien   | 101,01 s | 6      | + 7,58 s  |
| 7     | Étienne Daille    | Frankreich  | 101,87 s | 2      | + 8,44 s  |
| 8     | Helmut Oblinger   | Österreich  | 104,28 s | 2      | + 10,85 s |
| 9     | Kazuki Yazawa     | Japan       | 104,44 s | 0      | + 11,01 s |
| 10    | Benjamin Boukpeti | Togo        | 154,23 s | 54     | + 60,80 s |